# Ецна
Ецна або Ец'на (ісп. Edzna) — руїни міста цивілізації мая у штаті Кампече (Мексика). Назва перекладається з мови мая як «Будинок Іців».

## Історія

Ецна у 800 році н. е.

Місто або місцевість, де воно було розташована в давнину, називалося Цабналь («Місце Гримучої Змії»). Перше поселення виникло близько 600 року до н. е. Про докласичний період в історії Ецни мало відомостей. До 200 року н. е. перетворилося на велике місто. У ранній класичний період навколо Ецни виникло самостійне царство, «емблемний ієрогліф» якого пропонується читати як Вайваль. Найранішими з відомих на тепер ахавів був Унен-К'авііль, який у 633 році провів «ювілейну» церемонію. Наступний ахав — Сійяхчан-К'авііль панував менше 20 років і тому в «ювілеях» участі не брав.
У VII столітті увійшло до сфери впливу Канульського царства. Каль-Чан-Чаахк визнав зверхність калоомте Йукноом-Ч'еєна II.
Союз з Канулєм зберігався навіть після початку його занепаду в 690-х роках. Тоді почалися військові дії з царством з центром в Кобі. Але вже у 1-й половині VIII столітті здобуло повну самостійність. Надалі підтримувало торговельні зв'язки з усіма державами півострова Юкатан. Водночас у 720-730-х роках царство вело успішні війни проти царств Чан і Сууц'. Надалі з Чан було укладено вигідний союз. На момент розквіту населення міста становило 25 тисяч мешканців. Піднесення Ецни тривало до 850 року.
У 760-х роках зазнало поразки від Коби або Сууц'. Лише з 790 року почалося відродження. На початку IX століття племена мая-іца встановили зверхність над царством. Втім у Х столітті володарі Ецни разом з іншими державами завдали іцам поразки.
Після вторгнення тольтеків на Юкатан і підкорення Чичен-Іци в XI столітті почався занепад Ецни. Водночас входило до держави тольтеків та іців. Надалі Ецна не відігравала значної політичної ролі. Спочатку перебувала в залежності від Чичен-Іци, потім Маяпана і Ушмаля. У XV столітті увійшла до царства Ах-Кануль.
Між 1450 та 1500 роками місто було остаточно залишено населенням. Причинами цьому були численні війни, епідемії, перенесення політичних та релігійних центрів до інших міст Юкатану.

### Ахави
- Унен-К'авііль (бл. 620-638)
- Сійяхчан-К'авііль (бл. 636—649)
- Каль-Чан-Чаак (649-бл. 670)
- Ханааб-Йоок-К'ініч (бл. 670—692)
- Хуль-Ханааб-Чан (692-бл. 710)
- Чан-Чуваах (711-д/н)
- Ах-Коот-Чова-Нах-Кан (бл. 805—850)
- Пдріх (850-860-ті роки)

## Опис
Розташовано у західній частині півострова Юкатана, на південь від міста Мерида (по шосе 180), неподалік від узбережжя Карибського моря, на відстані 65 км від міста Кампече.

### Архітектура
Загальна площа становить 25 км². У ранній класичний період в архітектурі Ецни прослідковується вплив Теотіуакана, в післякласичний період архітектура відповідає стилю Пуук та частково мая-тольтекському стилю. Виділяється 6 великих архітектурних ансамблів, найпомітнішими з яких є «Великий Акрополь» з «П'ятиповерховою будівлею», «Малий Акрополь», «Нохочна», Південна Група, «Платформа Ножей».
Основу ритуально-адміністративного центру (площа 6 км2) становив Великий Акрополь та головна площа. Його центральною платформою є будова, відома як «Місце Сонця». Вона підтримувала 5 споруд. Розташовано у східній частині пам'ятки. Великий Акрополь розташовано у фас до горизонту, навпроти царського палацу. Останній тягнеться з півночі на південь на 135 м. Особливість становлять 4 великі кімнати у верхній частині.
Важливу частину акрополя становила споруда (місцеві зазвичай її називають кастиільйо — фортеця) має назву «Храм Цінко Пісос» (П'ять рівнів), оскільки сягає 5 рівнів і висоти 40 м. На кожній сходинці було вирізьблено ієрогліфічні позначки. На них також залишилися залишки ліпнини. Ця споруда мала культове значення.
Поруч з Великий акрополем знаходиться Малий акрополь, що розташований на платформі 8 м заввишки і 3 споруди на вершині (200—250 роки). З неї відкривається вигляд на Храм Масок. Останній виявлено наприкінці 1980-х років. На Храмі Масок виявлено 2 невеличкі маски: на сході та заході. Одна з масок ушанування «бога Сходу сонця», інша «бога Заходу сонця». Їх виготовлено зі стукко. Свого часу маски було вкрито червоною та синьою фарбами.
Біля головної площі знаходяться дві паралельні будови, що утворюють майданчик для ігри у м'яч. Неподалік є «Платформа ножів» та «Двір послів», кожен з 4 колонами, 1000—1200 років. Від головної площі тягнеться дорога-сакбе.
Інтерес являє Південний храм (600—900 років), що складається з п'яти будівель з видними молдингами. Північний храм складається з широкої платформи. Відповідно до досліджень археологів на верхівці піраміду храм-святилище змінювався 5 разів. Перед храмом-пірамідою виявлено платформу у вигляді букви С (період 1200—1400 років).
Яскравим зразком стилю Пуук є великий двір. Його створено з тесаного каміння подовженої, округлої, прямокутної форми. Північна будова двору має трикутники і кола. На рельєфі є зображення бога Чаака та відомості про календар мая.
Незвичною будовою Ецни є споруда «Стара відьма», на відстані 800 м на північний схід від «Цінко Пісос». Кути її округлені, на східному боці знаходяться сходи. У верхній частині будівлі було невелике святилище.
Особливість Ецни є розгалужена система водозбірних каналів та водопостачання зі штучних резервуарів.

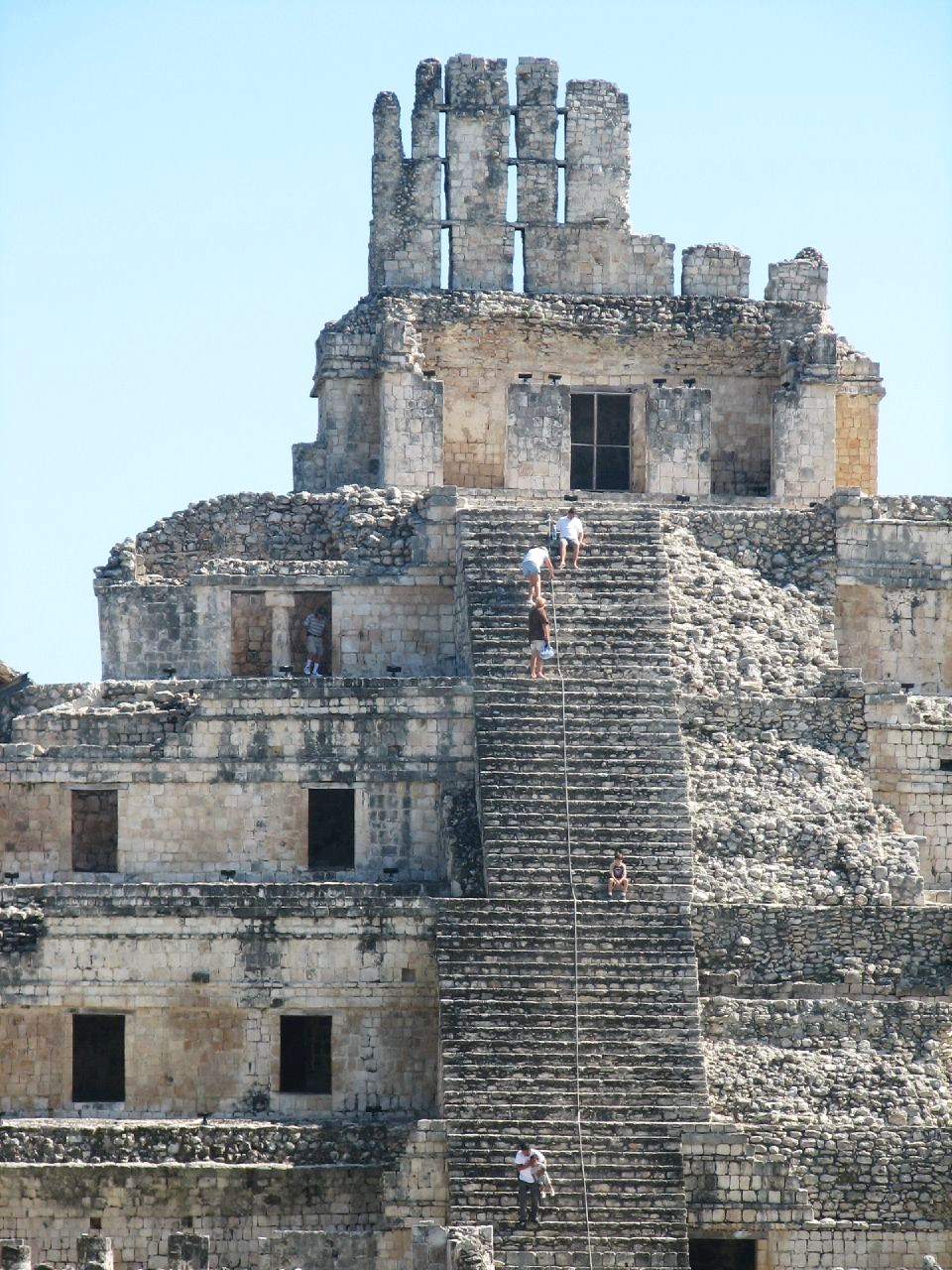
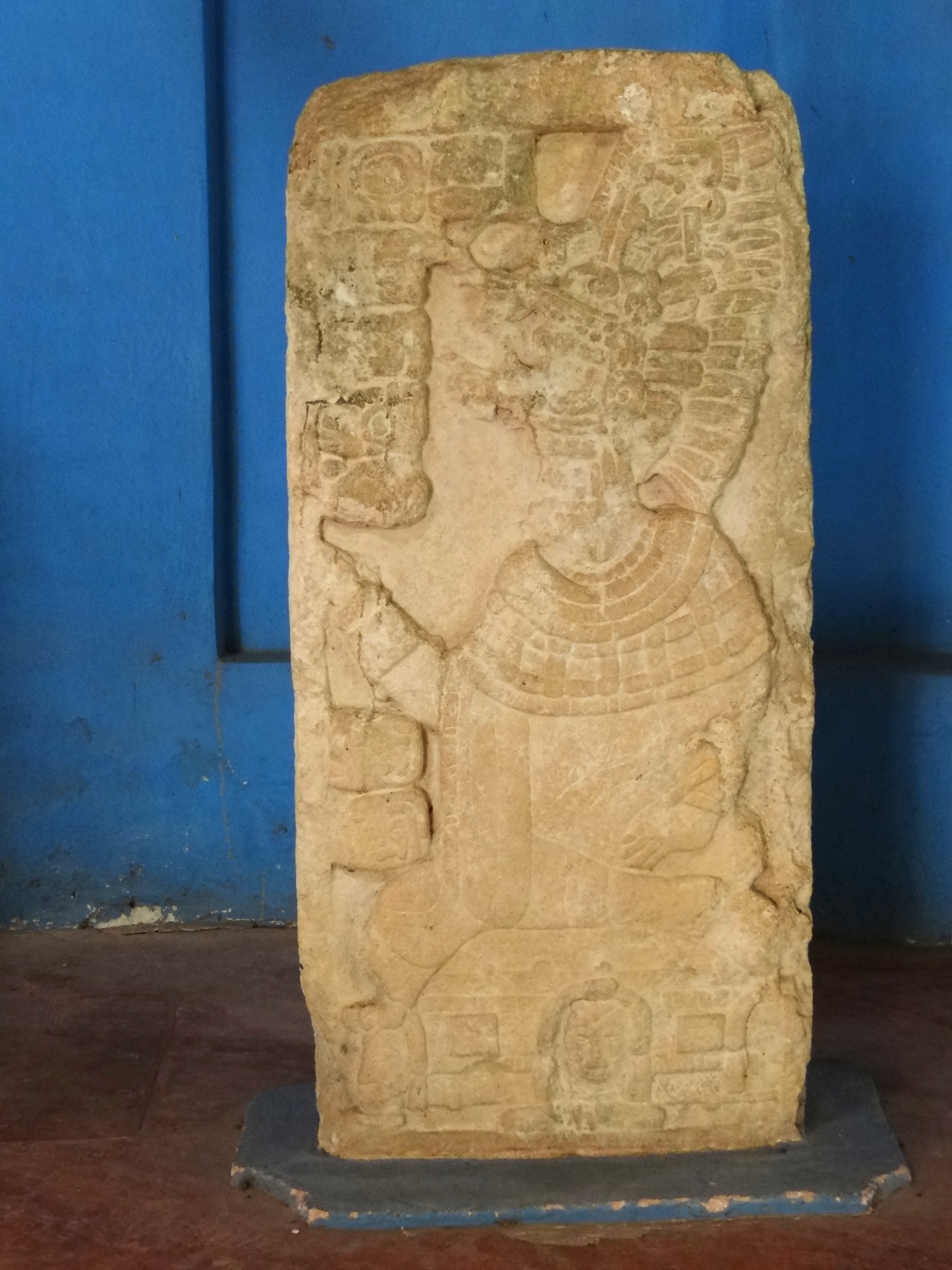
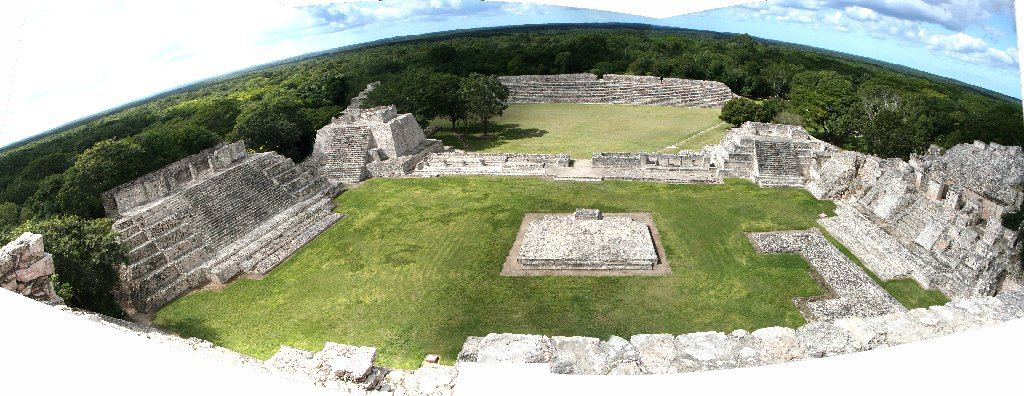
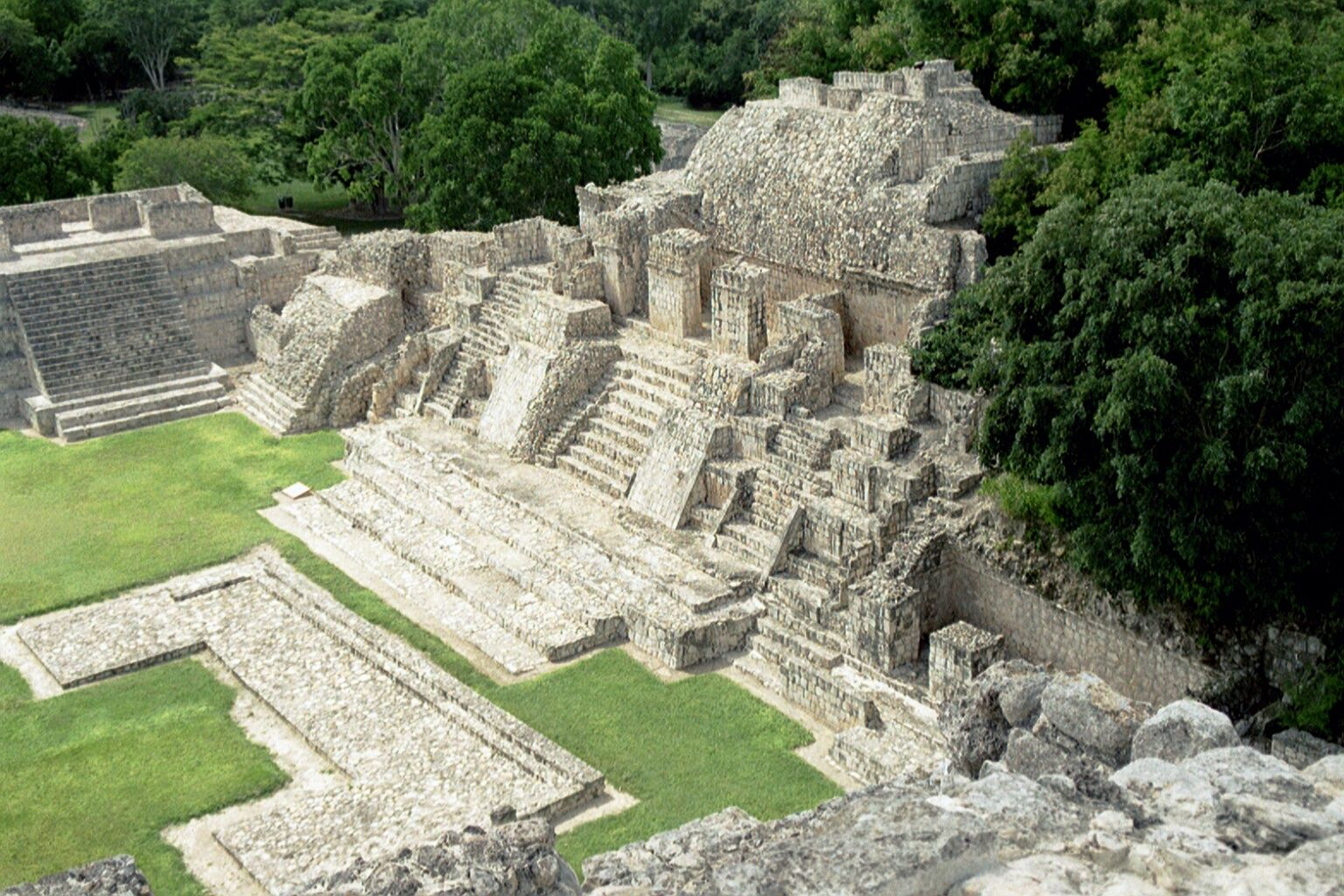
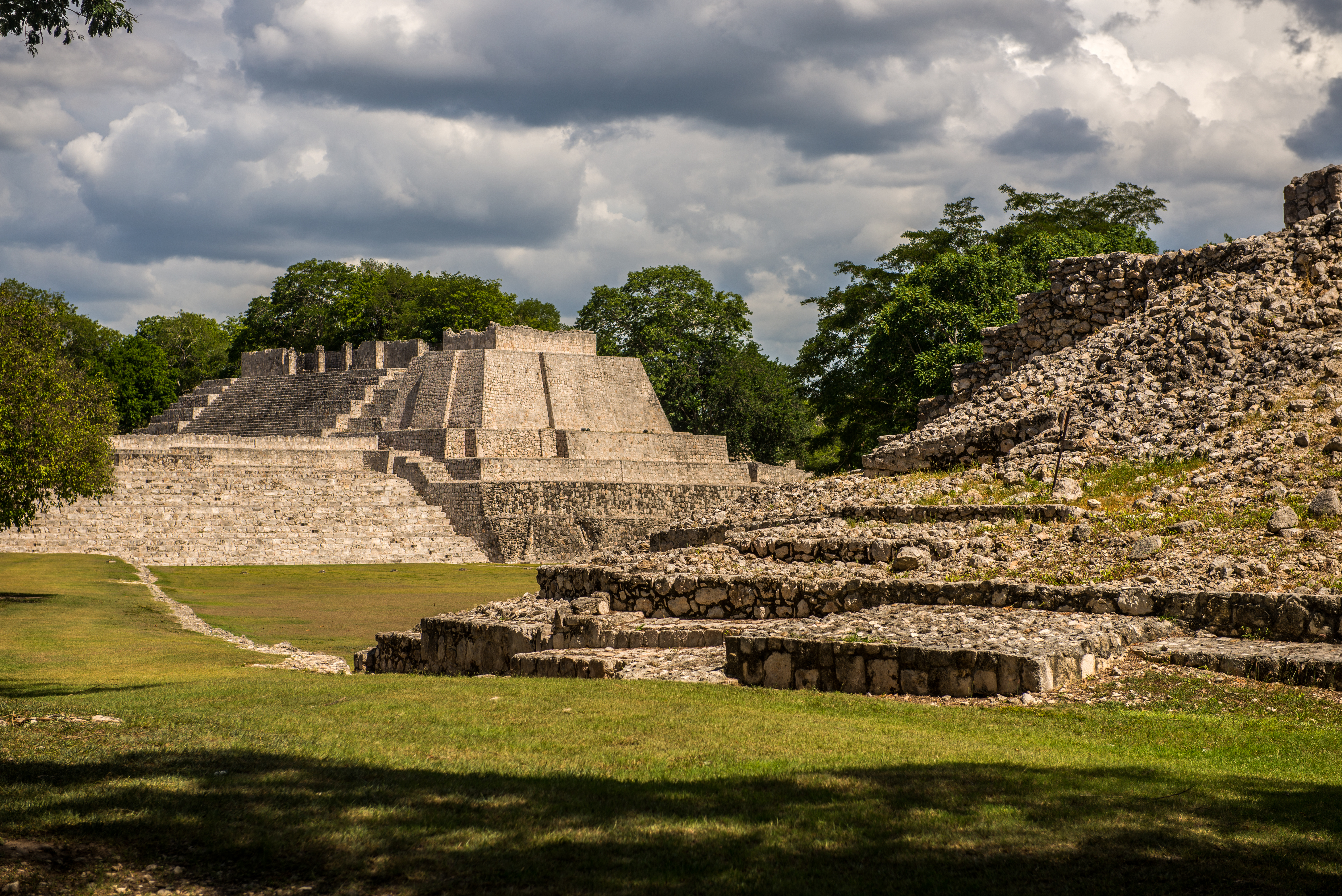
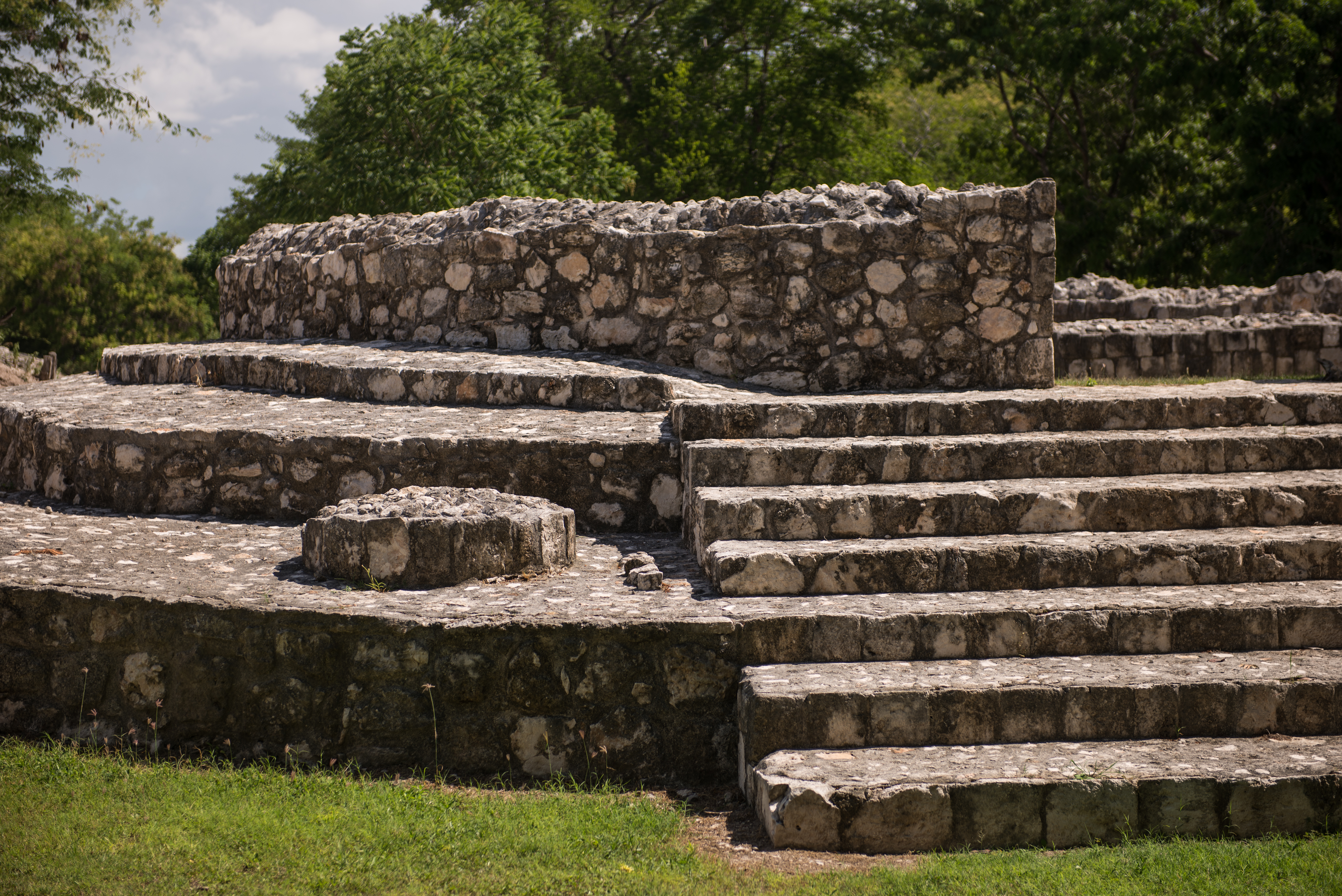
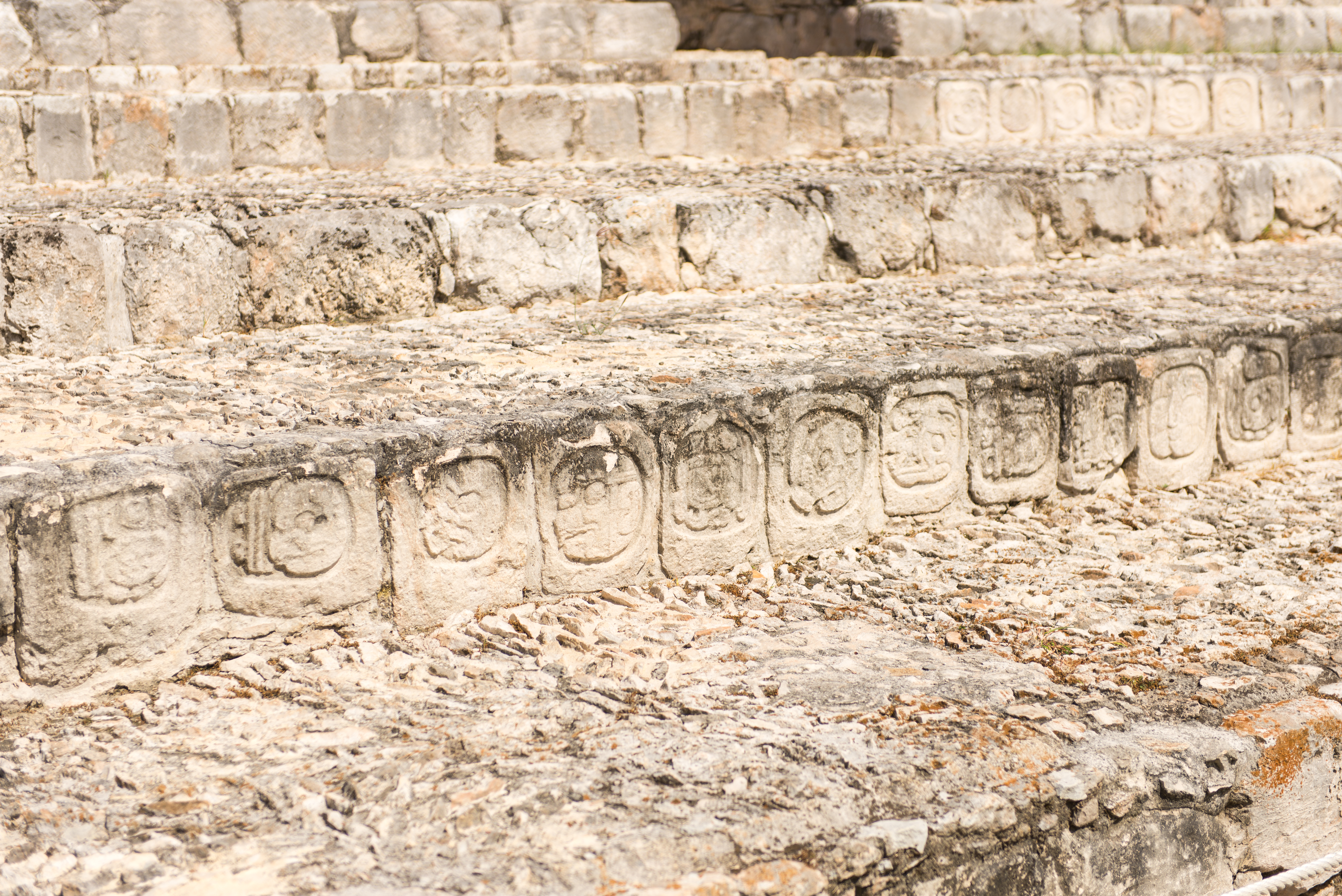

### Скульптура
На городище виявлено 2 ієрогліфічні сходи і 32 кам'яні стели. Практично всі присвячені «ювілейним» церемоніям, що охоплюють відрізок часу з 633 до 810 роки. Інтерес являють стели 21 (662 року), 22 (652 року), 23 (633 року), 9 (810 року).

## Історія дослідження
Руїни виявлено у 1907 році. Перші організовані розкопки почалися в 1958 році. Вони з деякими перервами тривали до 1986 року. Тоді територію археологічної пам'ятки було відкрито для відвідувачів й туристів. З 1988 року дослідження продовжено.